# We're Back! A Dinosaur's Story
We're Back! A Dinosaur's Story is een Amerikaanse animatiefilm uit 1993, de film werd geproduceerd door de animatiestudio Amblimation van Steven Spielberg en gedistribueerd door Universal Pictures, Stemmen worden ingesproken door John Goodman, Jay Leno, Walter Cronkite, Julia Child en Martin Short. De film is gebaseerd op het in 1987 uitgebrachte kinderboek van Hudson Talbott,

## Verhaal
In het hedendaagse New York loopt een roodkeelsialia genaamd Buster weg van zijn broers en zussen en ontmoet hij een intelligente oranje Tyrannosaurus met de naam Rex, die golf speelt. Hij legt aan Buster uit dat hij ooit een verwoestende dinosaurus was en gaat vervolgens zijn persoonlijke verhaal vertellen.
In een prehistorisch bos terroriseert Rex andere dinosaurussen wanneer een ruimteschip landt op de aarde met een vreemd wezen genaamd Vorb. Vorb vangt Rex op en geeft hem 'Brain Grain', een speciaal ontbijtgraanproduct dat de intelligentie van Rex enorm vergroot. Rex krijgt zijn naam en wordt geïntroduceerd bij andere dinosaurussen die ook zijn gehypropomorfiseerd door de magie van Brain Grain: een blauwe Triceratops genaamd Woog, een paarse Pterodactylus genaamd Elsa en een groene Parasaurolophus genaamd Dweeb. Ze ontmoeten al snel Vorbs werkgever Captain Neweyes, de uitvinder van Brain Grain, die zijn plan onthult om de kinderen van de huidige tijd echte dinosaurussen te laten zien. Hij is van plan om ze naar dokter Julia Bleeb te brengen, die hen naar het American Museum of Natural History zal leiden, en waarschuwt hen om professor Screweyes, zijn gestoorde broer, te mijden.
Neweyes laat de dinosaurussen achter in de rivier de Hudson in de huidige tijd, maar ze kunnen Bleeb niet ontmoeten. In plaats daarvan ontmoeten ze een jongen genaamd Louie, die van plan is weg te rennen om zich bij een circus aan te sluiten. Louie gaat ermee akkoord om de dinosaurussen te helpen hen naar het museum te krijgen. Rijdend op Elsa, ontmoet Louie al snel een meisje genaamd Cecilia, die zich ellendig voelt in haar leven vanwege haar nalatige ouders. Ze stemt ermee in weg te rennen met Louie en de dinosaurussen te helpen. Om massale paniek te voorkomen, besluit Louie dat de dinosaurussen verborgen moeten blijven tijdens hun reis naar het museum. Hij vermomt ze als drijvers in de Macy's Thanksgiving Day Parade. Tijdens de parade hoort Rex alle kinderen die echte dinosaurussen willen zien, dus begint hij "Roll Back the Rock (to the Dawn of Time)" te zingen. Maar wanneer hij ziet dat de Apatosaurus-ballon in de parade uitkomt, schudt Rex hem de hand in de veronderstelling dat deze echt is, maar hij prikt de ballon per ongeluk lek met zijn klauwen. De ballon valt uit de lucht en valt op de dinosaurussen, die verder ongedeerd zijn. Wanneer het publiek zich realiseert dat levende dinosaurussen onder hen zijn, vliegen ze in paniek en ontsnappen de dinosaurussen en vluchten ze naar Central Park in een rode pick-uptruck, terwijl ze worden achtervolgd door de politie en het leger.
Ondertussen ontmoeten Louie en Cecilia professor Screweyes zelf, die zijn 'Eccentric Circus' leidt. Zich niet bewust van de sinistere aard van Screweyes, tekenen de kinderen een contract om in zijn circusgezelschap te spelen. Echter, wanneer de dinosaurussen aankomen in het circus, legt Screweyes uit dat hij graag mensen angst aanjaagt en gelooft dat de dinosaurussen een geweldige aanvulling op zijn circus zouden zijn. Met behulp van zijn "brain drain", pillen die de tegenpool van zijn broer Brain Grain zijn, Screweyes vererft Louie en Cecilia in chimpansees. Wanneer hij de dinosaurussen aanbiedt om de pillen te consumeren en zich bij zijn circus aan te sluiten, accepteren ze dit met tegenzin en lost Screweyes Louie en Cecilia op. Wetende dat hun vriendschap voor altijd verloren zal zijn, transformeert Rex Louie en Cecilia terug naar hun menselijke vorm door de effecten van de Brain Drain te verwijderen met zijn zachte klopjes. En voordat hij weggaat, vertelt hij de twee kinderen helaas om hem te herinneren.
Als de kinderen de volgende ochtend wakker worden, worden ze begroet door een circusclown genaamd Stubbs, die werkt voor professor Screweyes. Bij het zien van de dinosaurussen teruggekeerd naar hun natuurlijke woeste staten, zijn Louie en Cecilia, met de hulp van Stubbs, van plan om de show van de nacht te sluipen en de dinosaurussen te redden. Die nacht opent professor Screweyes zijn circus met de Grand Demon Parade en onthult de dinosaurussen voor de ogen van zijn publiek. Screweyes zegt dat hij Rex kan beheersen en gaat ermee door hem te hypnotiseren. Iedereen die naar de show kijkt, wordt tijdens de voorstelling bang en velen vluchten weg. Echter, een kraai activeerde de flare lights, waardoor Rex opzettelijk uit de trance ontsnapte. Realiserend dat hij is misleid, wordt Rex woedend en probeert hij Screweyes aan te vallen. Louie stapt echter naar binnen en vertelt Rex wanhopig dat het niet de moeite waard is om Screweyes te doden. Wanneer Rex zijn woorden niet begrijpt, smeekt Louie hem tranen om Screweyes neer te leggen, hem te zeggen dat hij de "koning" is (een vertaling voor het woord "rex"). Geraakt door de gepassioneerde smeekbeden van Louie, gaat Rex terug naar zijn intelligente staat en laat hij Screweyes los. En voor de schok van Screweyes, het publiek juichte van verwondering en vreugde toen Louie Rex omhelsde, en vervolgens keerden hij en Cecilia Elsa, Woog en Dweeb terug naar hun vriendelijke en vriendelijke aard. Even later arriveert kapitein Neweyes op zijn schip en feliciteert Louie en Cecilia, die gaan kussen voor een hele menigte mensen. Stubbs kondigt zijn ontslag aan bij professor Screweyes. Neweyes, Louie, Cecilia en de dinosaurussen stappen aan boord van het vliegtuig en laten Screweyes zwermen en verslinden door de kraaien.
De dinosaurussen brengen de rest van hun dagen door in het museum, zodat kinderen levende dinosaurussen kunnen zien en zo aan hun wensen kunnen voldoen. Terug in het heden vertelde Rex aan Buster dat hij en zijn mededinosaurussen nog steeds in het museum zijn. Hij legt zelfs uit dat Louie en Cecilia zich verzoenden met hun respectievelijke ouders, en de twee werden een stel. Rex keert Buster terug naar zijn familie voordat hij naar het museum vertrekt.